# Archäologisches Museum Iraklio
Das Archäologische Museum Iraklio in der Stadt Iraklio (Heraklion) auf der Insel Kreta gilt als bedeutendste Antikensammlung Griechenlands nach dem Nationalmuseum in Athen.
Nach siebenjähriger Renovierung wurde das Museum im Mai 2014 wieder eröffnet. Die Sammlungen sind wieder vollständig zugänglich.

## Museumsaufbau
Das 1930 von Patroklos Karantinos entworfene Museum besteht aus 20 Sälen, die auf zwei Etagen verteilt sind:
- Erdgeschoss: Säle I, II, III, IV, V, VI, VII, VIII, IX, X, XI, XII, XIX und XX;
- Obergeschoss: Säle XIV, XV, XVI, XVII und XVIII.

Die einzelnen Exponate werden gelegentlich neu geordnet, der grundlegende Aufbau des Museums ändert sich jedoch nur geringfügig; er folgt einer Mischung aus periodischer, geographischer und thematischer Sortierung. Seit 2004 sind die Säle XVII und XVIII mit der Sammlung Giamalakis wieder geöffnet.
- Saal I: Neolithikum (7000–3500 v. Chr.) und Vorpalastzeit
- Saal II: Altpalastzeit bzw. Frühpalastzeit (1900–1800 v. Chr.)
- Saal III: Altpalastzeit und der Palast von Phaistos (1900–1700 v. Chr.)
- Saal IV: Neupalastzeit bzw. Jüngere Palastzeit (1700–1400 v. Chr.) und die Paläste von Knossos, Phaistos und Malia
- Saal V: Blüte und Spätzeit des Palastes von Knossos (1500–1450 v. Chr.)
- Saal VI: Nekropolen von Knossos, Phaistos und Archanes (1450–1300 v. Chr.)
- Saal VII: Megara, Villen und Herrenhäuser von Vathypetro, Nirou, Tylissos und Amnissos sowie die Höhlen Zentralkretas von Arkalochori, Psychro und Patsos und die Nekropolen von Malia, Mochlos, Gournia und Episkopi (1700–1450 v. Chr.)
- Saal VIII: Palast von Zakros (1700–1450 v. Chr.)
- Saal IX: Neupalastzeit in Ostkreta; Palekastro, Psira, Gourniam, Piskokephalo, Mochlos und Myrtos
- Saal X: Nachpalastzeit: Minoische Kultur und Frühgeometrische Periode (1450–1100 v. Chr.)
- Saal XI: Subminoische, protogeometrische und frühgeometrische Periode (1100–800 v. Chr.)
- Saal XII: Hochgeometrische und orientalisierende Periode (800–650 v. Chr.)
- Saal XIII: Minoische Sarkophage
- Saal XIV: Minoische Wandmalereien (1700–1300 v. Chr.)
- Saal XV: Minoische Wandmalereien
- Saal XVI: Minoische Wandmalereien
- Saal XVII: Sammlung Stylianos Giamalakis. (Jiamalaki)
- Saal XVIII: Kleinkunst aus archaischer, klassischer und römischer Zeit (7. Jahrhundert v. Chr. bis 4. Jahrhundert n. Chr.)
- Saal XIX: Großplastik aus archaischer Periode (650–550 v. Chr.)
- Saal XX: Glyptik aus klassischer, hellenistischer und römischer Zeit (5. Jahrhundert v. Chr. bis 4. Jahrhundert n. Chr.)

## Exponate
Ausgestellt sind unter anderem die Funde aus Knossos, Phaistos, Agia Triada sowie von diversen anderen Ausgrabungsstätten der Insel wie beispielsweise Kato Zakros.
Ausgestellt wird hier auch der berühmte Diskos von Phaistos (Saal III), Amphoren und Schalen mit Linearschrift A (Saal IV), ein Helm aus Eberzähnen (Saal VI), die Schlangengöttinen (Saal IV), der Stierspringer (Saal IV), das Tonmodell eines einstöckigen Hauses (Saal V), das Rhyton aus Bergkristall (Saal VII), die Schnittervase (Saal VII), der einzigartige Steinsarg aus Agia Triada (Saal XIV) sowie diverse Fresken (Säle XIV, XV und XVI).
Die Exponate stammen aus dem Zeitraum zwischen dem 7. Jahrtausend v. Chr. bis zum 4. Jahrhundert n. Chr.; an diese Epoche schließt nahtlos das Historische Museum in Iraklio (frühchristliche Zeit bis Gegenwart) an.
Bis in die 1960er-Jahre wurden nahezu alle archäologischen Funde nach Iraklio gebracht; erst in neuerer Zeit wurden dezentrale Museen in Agios Nikolaos, Chania und Rethymno eingerichtet.

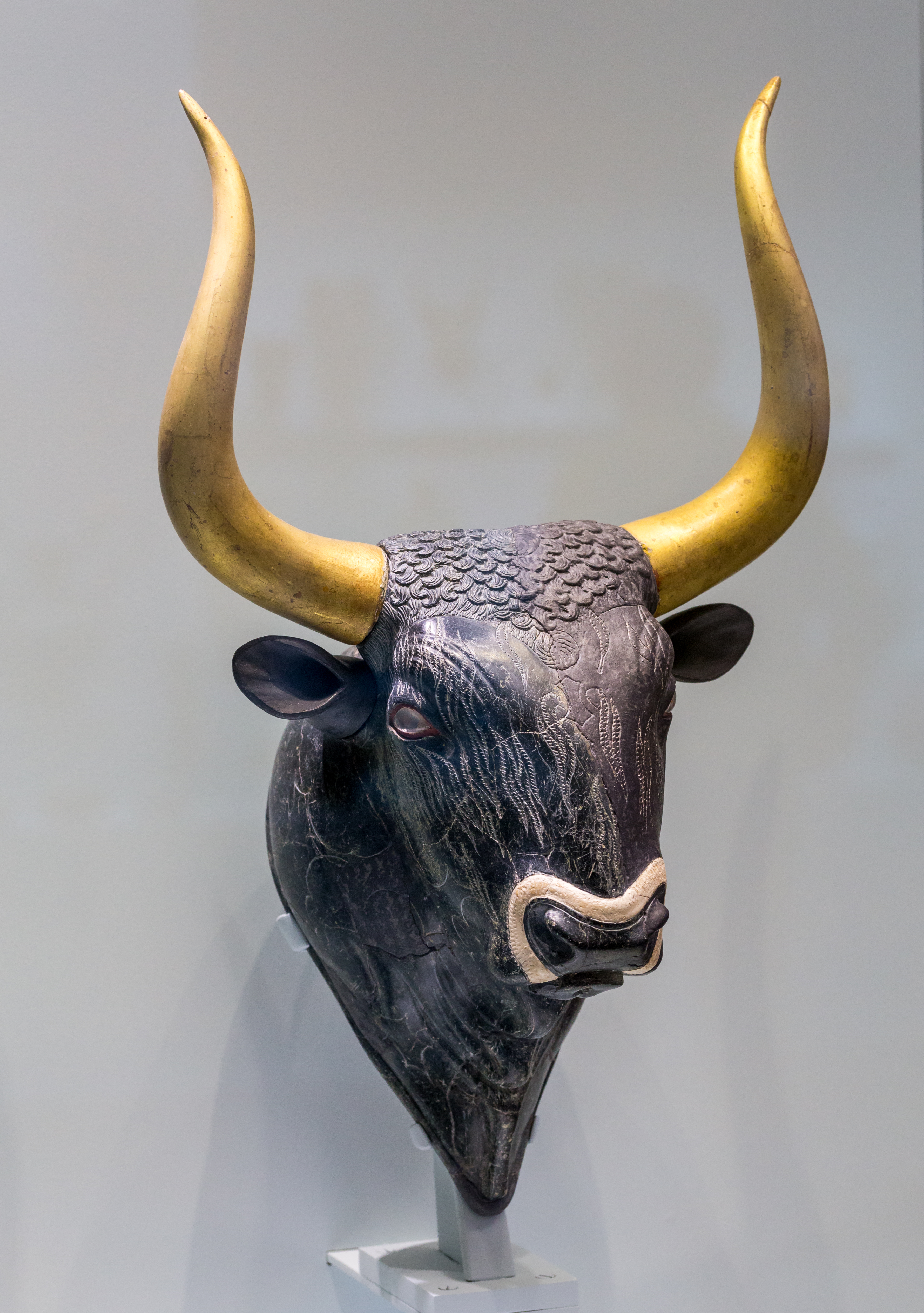
Minoischer Rhyton in Form eines Stiers, etwa 1550–1500 v. Chr.
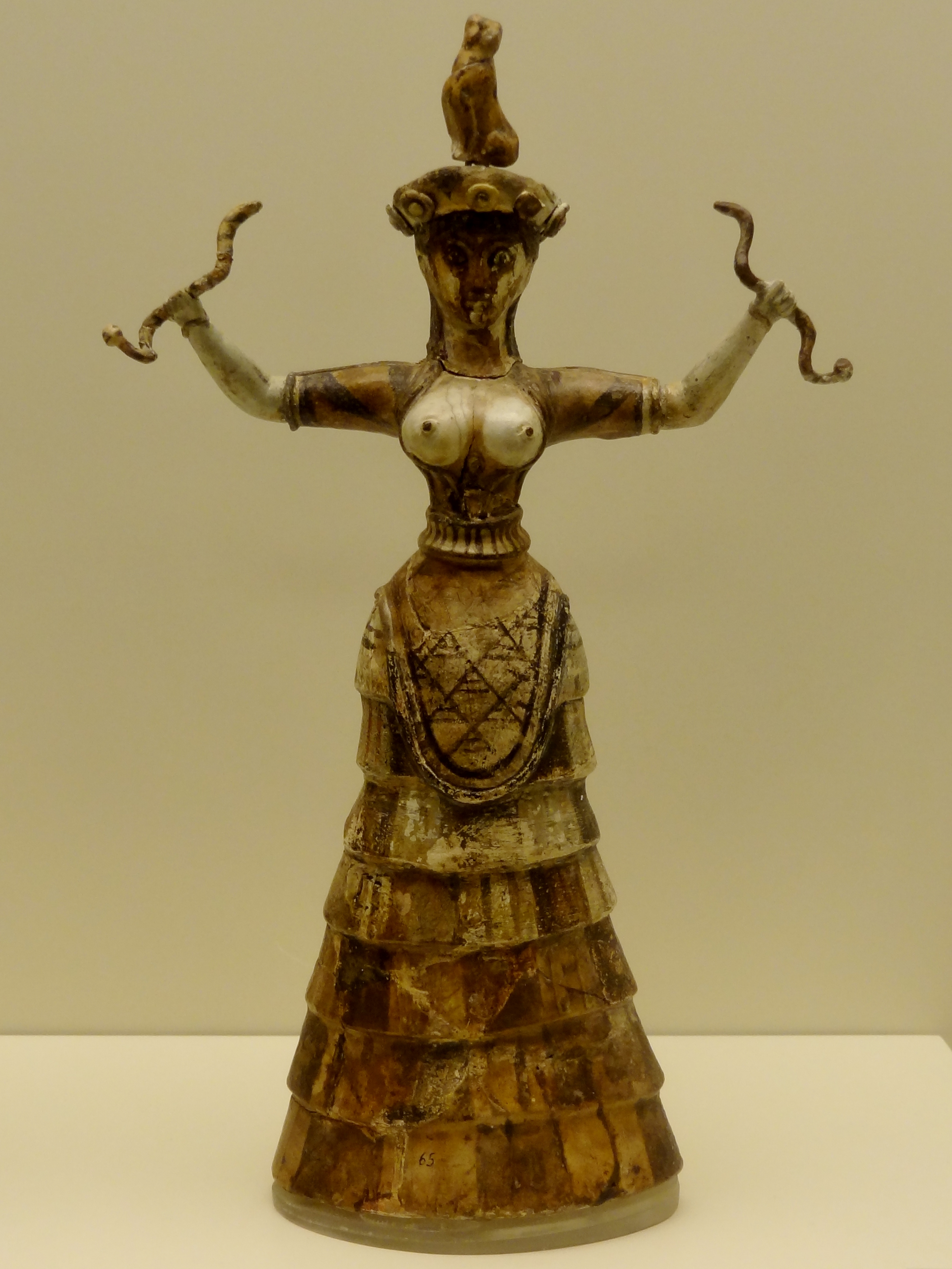
Sogenannte kleine Schlangengöttin aus Fayence aus der kultischen Schatzkammer des Heiligtums des Palastes von Knossos, etwa 1700–1450 v. Chr.
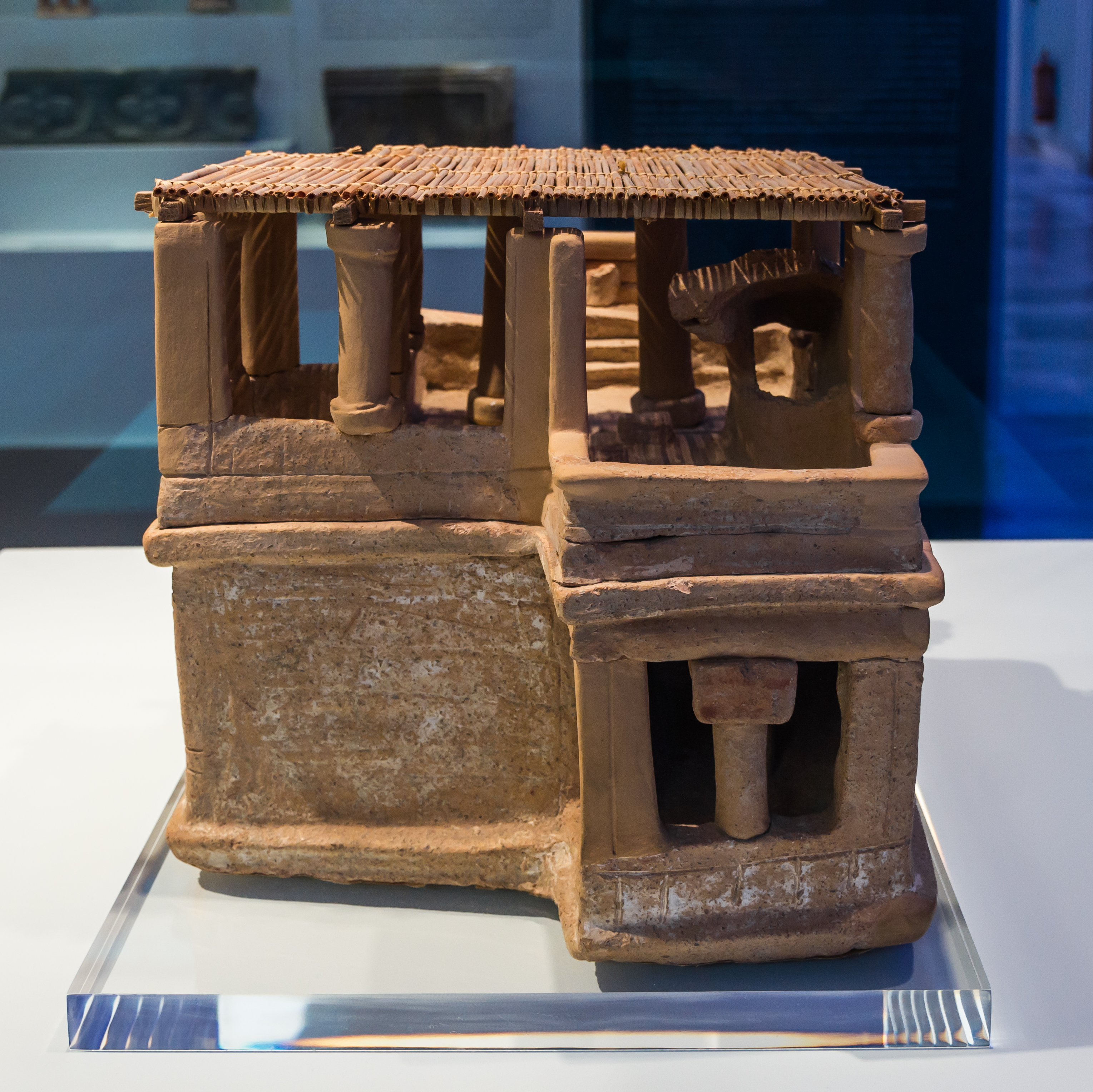
Tonmodell eines einstöckigen Steinhauses mit zahlreichen architektonischen Details aus Archanes
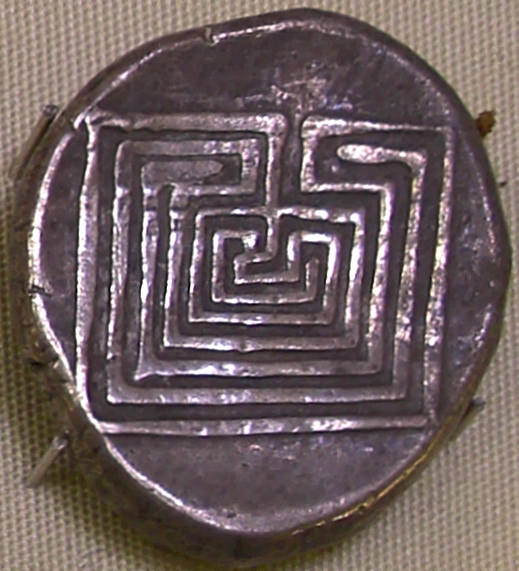
Münze aus Knossos mit einer Darstellung des Labyrinths, 4. Jahrhundert v. Chr.
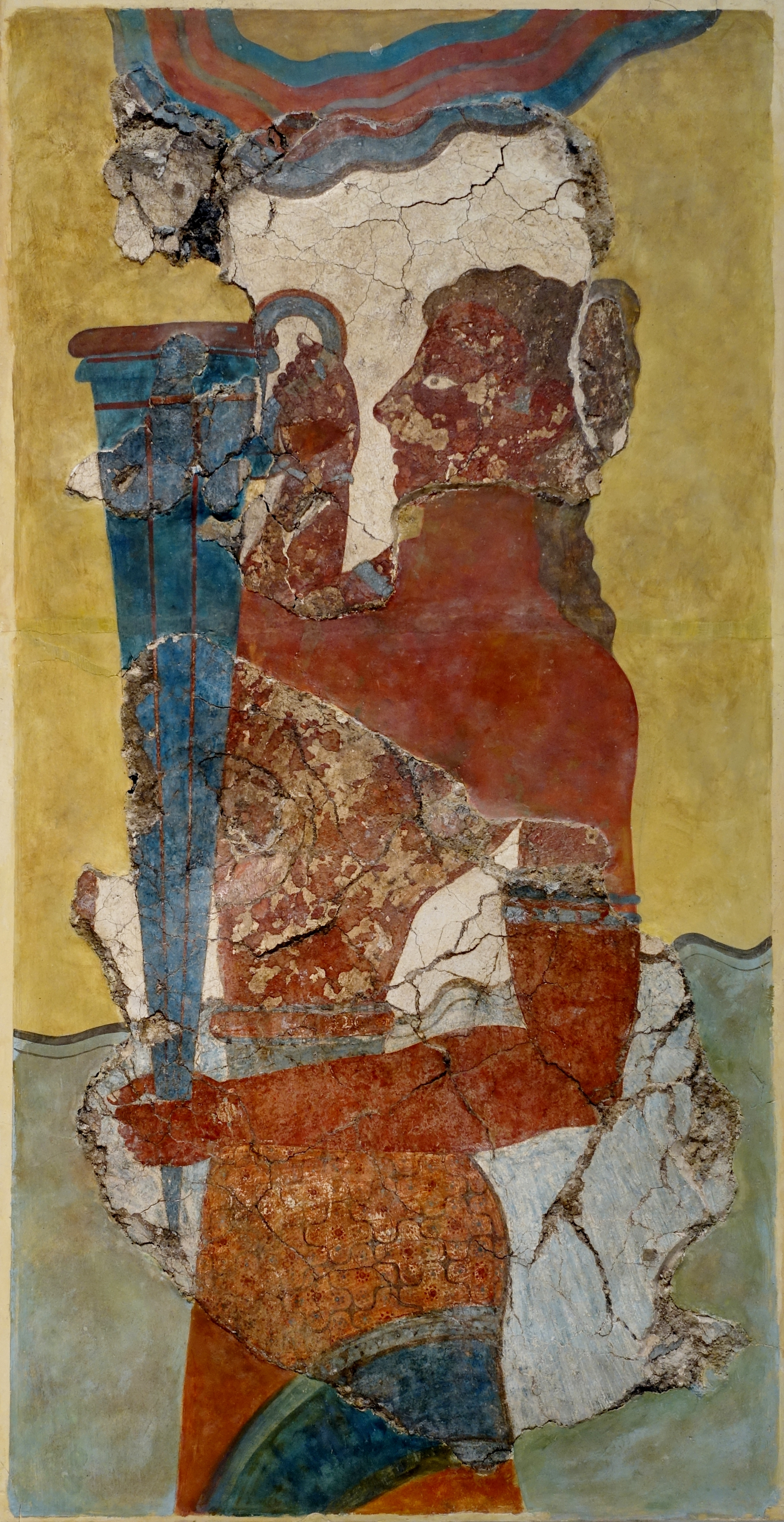
Rhytonträger, Teil des „Prozessions-Freskos“ aus Knossos, 1400 v. Chr.
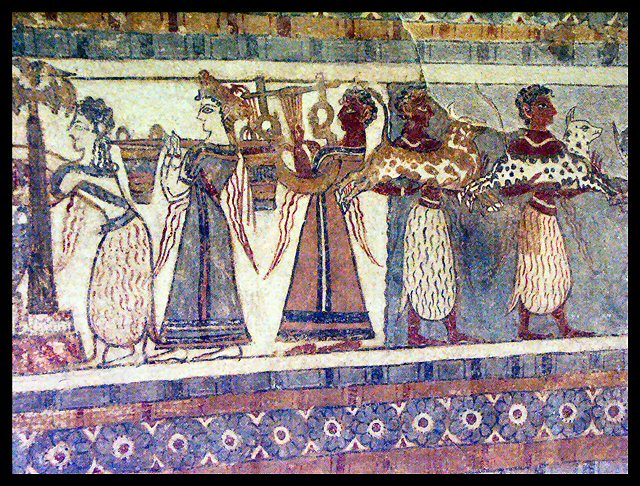
Detail eines Sarkophags aus Agia Triada: rechter Abschnitt der östlichen Langseite, etwa 14. Jahrhundert v. Chr.